# План дій в созології

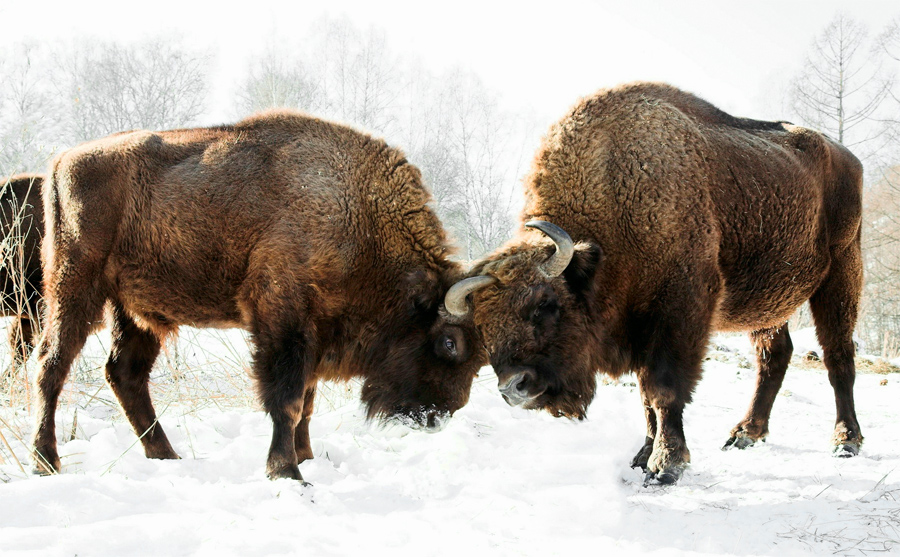
Бізон європейський — об'єкт найбільшої уваги в європейських природоохоронних ініціативах

«План дій в созоло́гії» (Action Plan)  — документ, спрямований на зміну поточної ситуації у певній галузі природокористування, покращення стану популяцій рідкісного виду та інших об'єктів охорони і спеціальної уваги. У міжнародних документах такі плани дій називають «Biodiversity Action Plan (BAP)».

## План дій як складова міжнародних угод
Плани дій (Action Plan) є центральними документами у реалізації всіх природоохоронних ініціатив. В межах всіх природоохоронних конвенцій та інших міжнародних договорів (наприклад, Бернська конвенція, Боннська конвенція, CITES тощо) розроблені і реалізуються Плани дій, і самі ці угоди є Планами дій.
Прикладом планів дій з охорони рідкісних і вразливий видів є комплексний проект щодо великих хижих ссавців Європи "Large Carnivore Initiative for Europe". В межах цього проекту, зокрема, реалізується План дій з покращення сиутації з популяціями іберійської рисі .
Не менш відомим є "План дій з охорони зубра в Європі" 

## Плани дій щодо рідкісних видів в Україні

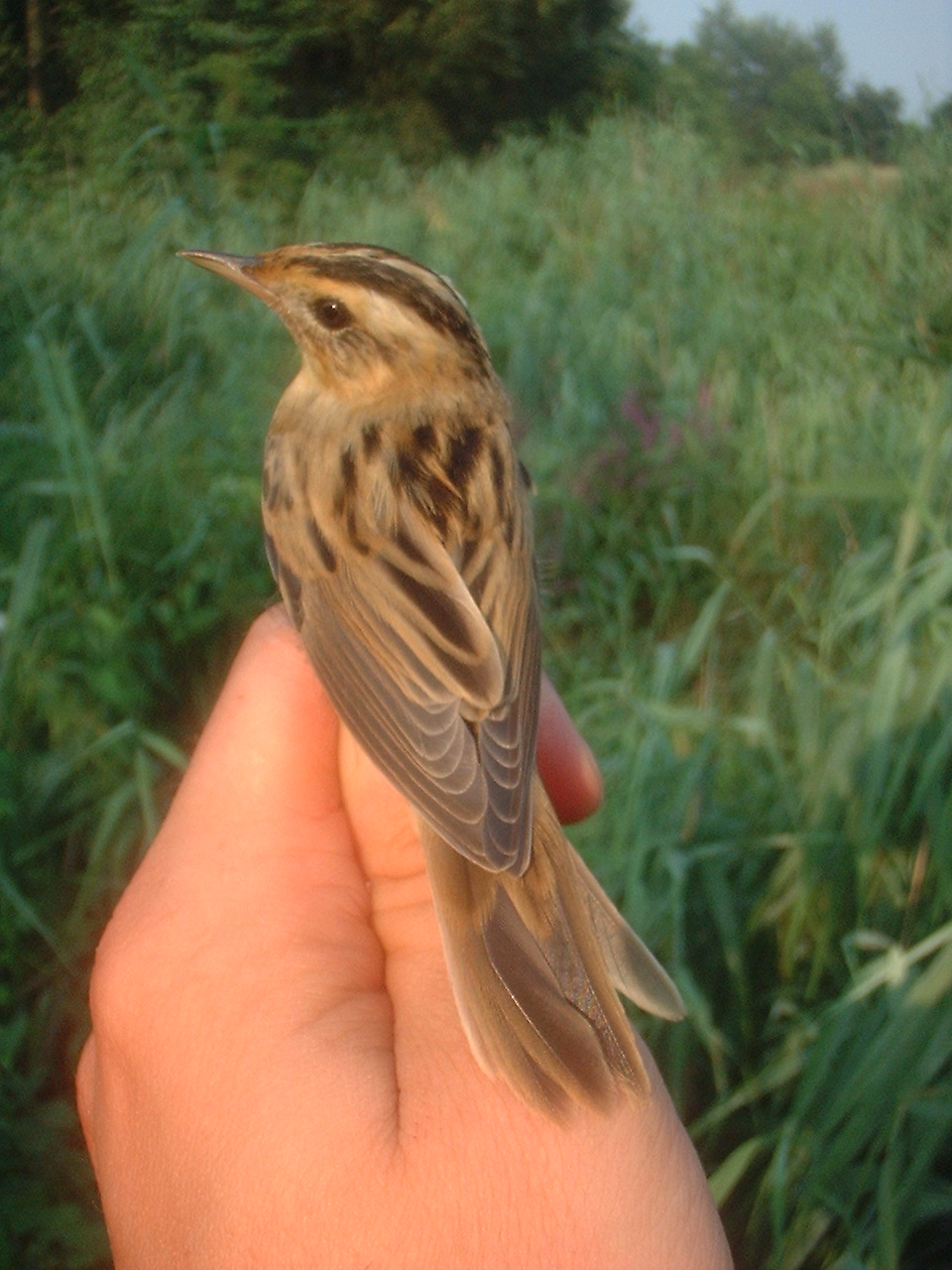
Очеретянка прудка — один з найвідоміших об'єктів при розробці Планів дій з охорони рідкісних видів

### Приклади планів дій
Наявність видів в червоних переліках усіх рангів (наприклад, в "Червоній книзі України") передбачає розробку Планів дій з їх охорони.
Прикладами планів дій на національному рівні є:
- Національні плани дій зі збереження глобально вразливих видів птахів (2000).
- План збереження чорноморських китоподібних (2006)
- План дій зі збереження очеретянки прудкої (2009)

### Зміст планів дій
Типовий План дій з охорони рідкісних видів тварин містить такі розділи (за методичним посібником "Охорона тварин" [Загороднюк, 2012, loc. cit.]):
- Обґрунтування вибору об’єкту і актуальність ПД.
- Опис ключових особливостей біології виду.
- Оцінка життєздатності наявних популяцій.
- Аналіз факторів вразливості виду.
- Потреби проведення додаткової біотехнії.
- Мінімально необхідний законодавчий супровід.
- Календарний план і людські ресурси.
- Оцінки витрат та складання бюджету.
- Огляд і аналіз очікуваних результатів.
- Оцінка ризиків нереалізації плану.

## Плани дій з охорони довкілля
Існує велика кількість Планів дій з охорони окремих об'єктів природи. 
Прикладом є "ПЛАН ДІЙ в рамках Програми «Очищення річки Зубра»" 